# Кэдбериуорлд

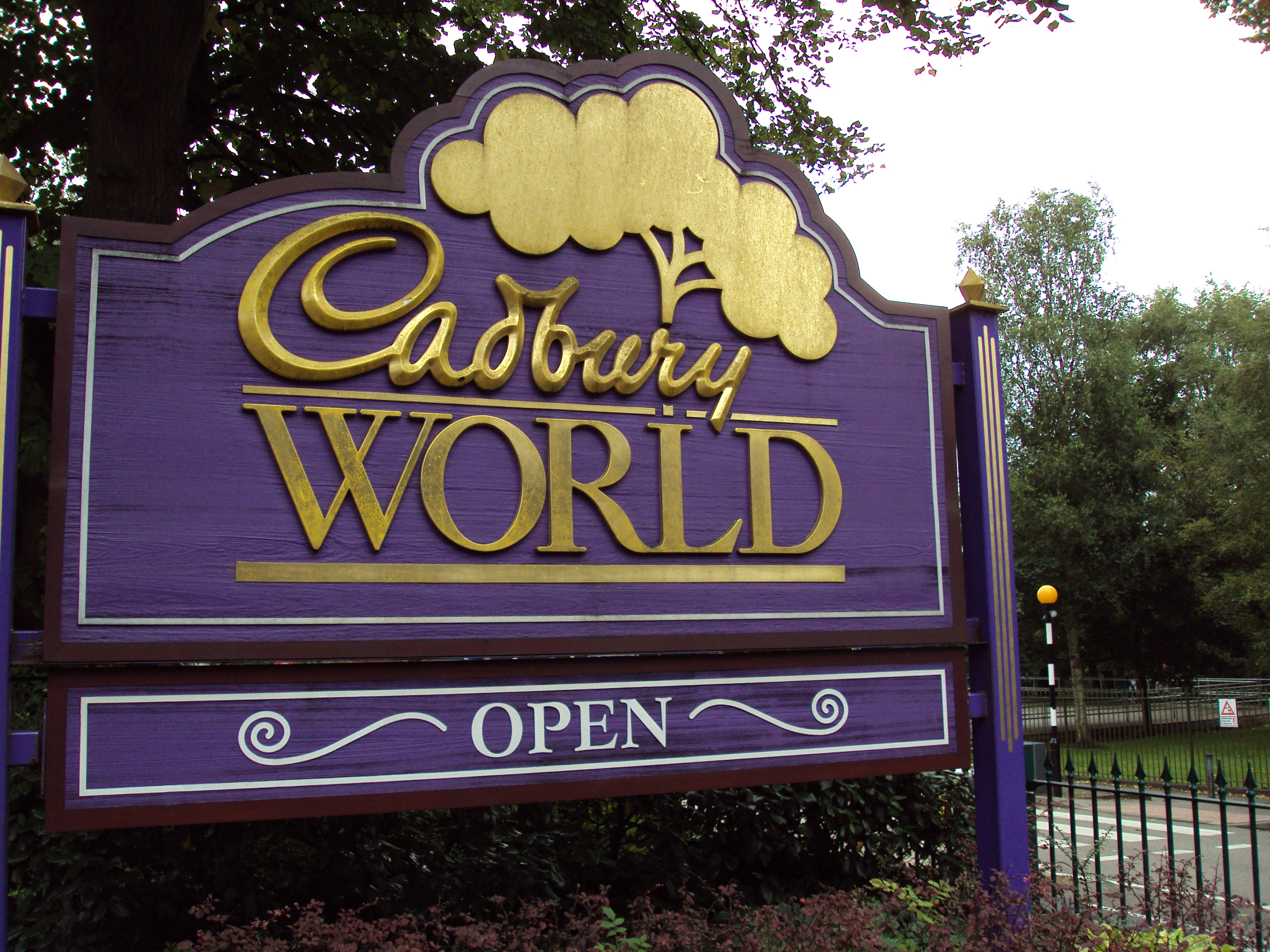
Вывеска Кэдбериуорлд в Бирмингеме

Кэдбериуорлд, «Мир Кэдбери», (англ. Cadbury World) — центр развлечений, музей, основанный компанией Cadbury, одной из ведущих мировых компаний по производству кондитерских изделий. Центр «Мир Кэдбери» знакомит посетителей с историей компании, а также с процессом производства шоколада.
Отделения «Мира Кэдбери» расположены в Бирмингеме (Великобритания) и в Данидине (Новая Зеландия).

## Бирмингем

### Обзор
Развлекательный центр построен на территории производственного комплекса Кэдбери в Борнвиле, пригороде Бирмингема. Проектирование, строительство и развитие центра обошлись компании в 6 млн фунтов стерлингов. Первоначально «Мир Кэдбери» выполнял функции музея. В «Мире Кэдбери» посетители могут ознакомиться с историей и технологией производства шоколада, узнать о происхождении и истории компании Cadbury.
«Мир Кэдбери» получил награду Совета по внеклассному образованию за вклад в образовательный процесс. Кроме этого, центр удостоен и других наград индустрии туризма и развлечений:
- 2007 — финалист Group Leisure Awards (недоступная ссылка).
- 2008 — финалист в номинации «Доступен для всех», награда VisitEngland, Совета по туризму Великобритании.
- 2008 — бронзовая медаль Cream Awards за радиопостановку "Гордон".
- 2008 — лауреат Roses Award за печатную компанию «Вы не можете съесть экспонаты в зоопарке» (англ. «You Can’t Eat the Exhibits in a Zoo»).
- 2008 — второе место Group Travel Awards за содействие лицам с ограниченными возможностями.
- 2011 — второе место в номинации «Доступен для всех», награда VisitEngland, Совета по туризму Великобритании[2].

Первая экскурсия в музее «Мир Кэдбери» была проведена 14 августа 1990 года. В 1993 году в музее была проведена модернизация экспозиции, музей стал выполнять роль центра развлечений. Целевой аудиторией центра стали дети дошкольного и младшего школьного возраста. В марте 1994 года в «Мире Кэдбери» появилась развлекательная зона «Фабрика фантазий» (англ. The Fantasy Factory). В 1995 году в центре появились новые интерактивные развлечения. В 1997 году в «Мире Кэдбери» открылась новая развлекательная зона, Кадабра (англ. Cadabra). В июле 2000 года была обновлена игровая площадка и появилась зона Кэдберилэнд (англ. Cadbury Land). C тех пор «Мир Кэдбери» стал одной из популярнейших достопримечательностей Бирмингема, ежегодно его посещают около 500 тысяч человек.
Экскурсия не проводится по производственным помещениям кондитерской фабрики Cadbury ввиду наличия технологических секретов, а также по соображениям соблюдения гигиенических требований и правил техники безопасности. На территории центра действует сувенирный магазин, где можно приобрести кондитерские изделия местного производства. В марте 2003 года была введена система предварительного бронирования билетов.
Для детей до 4 лет вход бесплатный. Дети до 16 лет допускаются только в сопровождении взрослых. Вход в развлекательный центр ограничивается из расчёта максимального количества посетителей: 80 человек с интервалом 10 минут.

### Экспозиция
Экспонаты и аттракционы в развлекательном центре представлены в виде различных статических композиций, аниматроники, видео-презентаций и постановочных сценок. В «Мире Кэдбери» установлены интерактивные дисплеи.
Развлекательный центр «Мир Кэдбери» в Борнвилле включает в себя 14 зон, в каждой из которых посетители знакомятся с историей шоколада и компании Кэдбери (англ. Cadbury plc):
1. «Джунгли ацтеков» (англ. The Aztec Jungle) — стилизованная под джунгли зона с пешеходными дорожками и искусственными водопадами. Здесь посетителей ждёт рассказ о какао-бобах, ацтеках и их напитке «шоколатль».
2. «Путешествие в Европу» (англ. The Journey to Europe) — зона, стилизованная под парусное судно. Здесь посетителей на 3D-экране ожидает рассказ о том, как Эрнан Кортес привез какао-бобы в Европу, и о том, как шоколад завоевал сердца высшего общества.
3. «Булл-стрит» (англ. Bull Street) — зона, оформленная в викторианском стиле и символизирующая Булл-стрит, где в 1824 году Джон Кэдбери открыл свой магазин по продаже чая, кофе и жидкого шоколада рядом с магазином своего отца. Перед посетителями разыгрывается постановка. Можно сфотографироваться с актёрами.
4. «История Кэдбери» (англ. The Cadbury Story) — зона, в которой посетители знакомятся с историей возникновения компании Cadbury и шоколада Cadbury Dairy Milk[англ.].
5. «Производство шоколада» (англ. Chocolate Making) — здесь посетителям демонстрируется короткий фильм о производстве шоколада. Организаторы устраивают для посетителей несколько сюрпризов.
6. «Технологический процесс» (англ. Manufacturing) — зона появилась в 2000 году. Здесь с помощью интерактивного видео посетители знакомятся с технологическим процессом производства и ассортиментом продукции, выпускаемой компанией Cadbury.
7. «Упаковка» (англ. Packaging Plant) — в зоне представлен упаковочный робот Flex6, а посетители могут наблюдать за его работой в 3D-кинотеатре.
8. «Кадабра» (англ. Cadabra) — зона обновлена в 2008 году. Здесь посетители могут занять места в специальных «бобомобилях» (англ. Beanmobiles) и проехать на них между различных шоколадных фигур. Организаторы фотографируют посетителей.
9. «Демонстрационная зона» (англ. Demonstration Area) — посетителям демонстрируется техника работы с расплавленным шоколадом, разрешается принять участие и поработать с шоколадом.
10. «Реклама» (англ. Advertising) — посетителям демонстрируются рекламные ролики компании, созданные за весь период её существования.
11. «Фиолетовая планета» (англ. Purple Planet) — зона появилась в 2006 году. Это зона интерактивных тематических развлечений.
12. «Самый большой в мире магазин Кэдбери» (англ. The World’s Biggest Cadbury Shop) — сувенирный магазин с продукцией компании Cadbury.
13. «Борнвилльский опыт» (англ. The Bournville Experience) — с помощью интерактивных экспонатов посетители знакомятся с историей квакерской семьи Кэдбери и этапами строительства Борнвилля. Эта зона была открыта в 2007 году вместо музейной коллекции.
14. «Эссенция» (англ. Essence) — в этой зоне посетители могут создать собственную кондитерскую смесь и перекусить. К жидкому шоколаду на выбор предоставляется печенье, попкорн, зефир и другие сладости. Зона открыта в 2005 году вместо зоны «Кэдбериленд» (англ. Cadburyland)[4].

Отдельно от основной экспозиции расположена игровая зона «Африканское приключение» (англ. African adventure play area) — детская площадка. Есть отдельная площадка для детей до 5 лет.

## Данидин

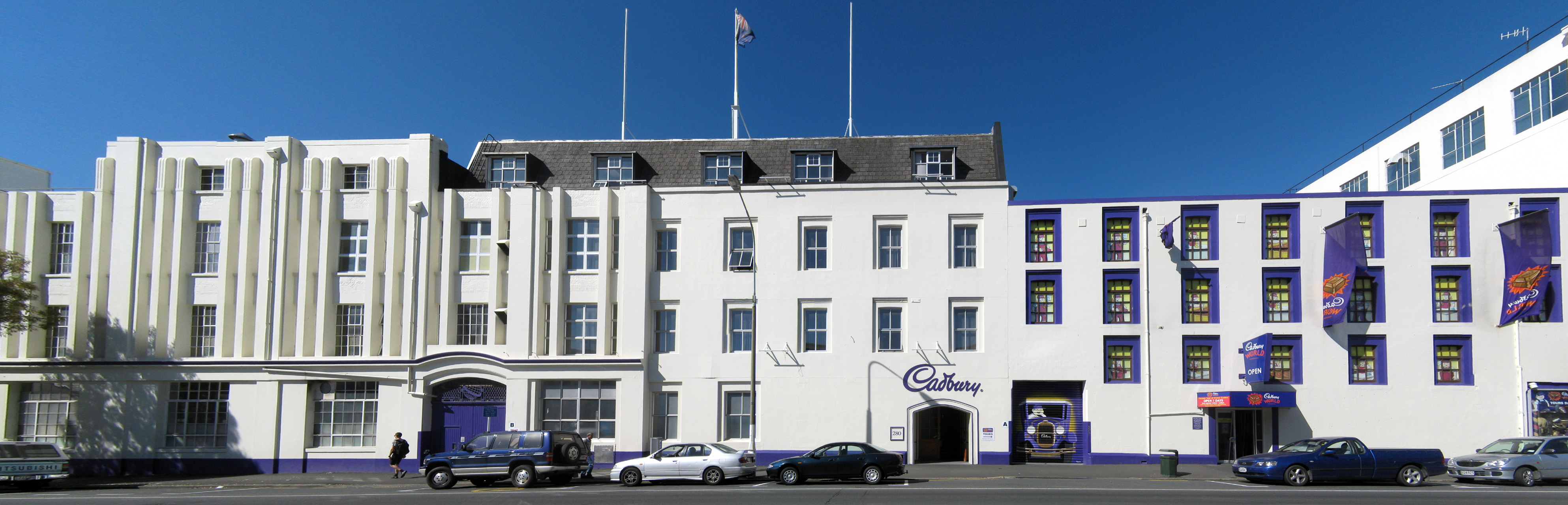
Здание Cadbury World, Данидин.

В июле 2003 года был открыт «Мир Кэдбери» в Данидине, Новая Зеландия. Он расположен на территории кондитерской фабрики Cadbury на Камберленд-стрит, 280, неподалёку от городского центра и площади Октагон. Это одна из крупнейших фабрик Данидина. Экскурсии, которые проводятся на территории фабрики стали очень популярны среди туристов, посещающих Данидин.
В мае 2009 года в центре Cadbury World была проведена реконструкция. Некоторые аттракционы, которые существовали с момента открытия центра, были вывезены, были добавлены новые развлекательные зоны, в том числе тематические залы ацтеков и Старой Англии (англ. Old England room). В отличие от «Мира Кэдбери» в Бирмингеме, в Данидине проводятся экскурсии по производственным помещениям фабрики.

### Экскурсии
«Мир Кэдбери» в Данидине предлагает туристам три различные экскурсии: экскурсию по фабрике (англ. the Factory Tour), сокращённую экскурсию (англ. the Shortened Tour) и экскурсию по центру для посетителей (англ. the Centre Tour).
Продолжительность экскурсии по фабрике составляет около 75 минут. Сюда входит самостоятельная десятиминутная индивидуальная экскурсия по центру для посетителей (англ. Visitors' Centre), которая проводится перед экскурсией по производственным помещениям фабрики с экскурсоводом. В ходе экскурсии посетители угощаются шоколадом разных сортов. Кульминацией экскурсии является посещение пятиэтажной башни, внутри которой действует самый большой в мире шоколадный водопад.
Экскурсии по фабрике проводятся только по рабочим дням, по выходным фабрика не работает. Поэтому в выходные дни для туристов предлагается сокращённая экскурсия, в ходе которой не предполагается посещение производственной зоны. Вместо этого посетителям демонстрируется фильм, в котором показывается будничная работа фабрики. Кроме этого, посетители в любой день могут ознакомиться с экспонатами, представленными в центре для посетителей.
Все экскурсии заканчиваются в магазине «Мира Кэдбери», в котором продукция фабрики продаётся со скидками. Там же посетители могут приобрести разнообразные сувениры.

### Рождество
С 1 по 24 декабря в «Мире Кэдбери» работает «Грот Санты» (англ. Santa's Grotto). Посетители проходят через коллекции шоколада ручной работы и анимированных рождественских кукол, могут бесплатно сфотографироваться с Санта-Клаусом и его помощниками — феями. Каждому посетителю даётся в подарок сумочка с шоколадом.

### Шоколадный карнавал
С 22 по 26 июля компания Cadbury в Данидине проводит «Шоколадный карнавал». В этот период после экскурсии по центру для посетителей и посещения шоколадного водопада, туристы могут принять участие в дегустации различных сортов шоколада.

### Бирмингем
- Сайт музея (англ.).
- Мир Кэдбери во всемирном путеводителе по шоколаду (англ.).
- Мир Кэдбери в путеводителе Yahoo (англ.).

### Данидин
- Сайт музея (англ.).